# Põlendmaa
Põlendmaa is een plaats in de Estlandse gemeente Pärnu, provincie Pärnumaa. De plaats heeft de status van dorp (Estisch: küla).
Tot 1 november 2017 behoorde de plaats tot de gemeente Paikuse. Op die datum werd Paikuse bij de gemeente Pärnu gevoegd.

## Bevolking
Het dorp had 33 inwoners op 31 december 2011 en 29 inwoners op 31 december 2021.